# シャノン・フォールズ州立公園
シャノン・フォールズ州立公園 (英語: Shannon Falls Provincial Park) は、カナダ、ブリティッシュコロンビア州の州立公園である。ヴァンクーヴァーから58 kilometers (36 mi)、スコーミッシュの南2 kilometers (1.2 mi)の、シー・トゥ・スカイ・ハイウェイ沿いに位置する。シャノン滝は、ブリティッシュコロンビア州内で3番目に高い。
公園の面積は87ヘクタール (210エーカー)。最も有名なのは、高さ335 meters (1,099 ft)のシャノン滝であり、ブリティッシュコロンビア州内の滝としては3番目に高い。滝は、この地域を開拓し、1889年に最初の建物を築いたウィリアム・シャノンに因んでいる。
公園は、ハウ湾の北東岸に面する地域も保護している。
すぐ北には、マリン州立公園とスタワマス・チーフ州立公園がある。シャノン滝からハイウェイを挟んで真向かいには、私営のキャンプ場とレストラン、そして、ウッドフィブルへ行きのダレル・ベイ（旧シャノン・ベイ）・フェリーターミナルへの入り口がある。
滝と隣接する森は、テレビや映画撮影に頻繁に利用されている。